# Стрельский сельсовет
Стрельский сельсовет — сельское поселение в Вадском районе Нижегородской области Российской Федерации.
Административный центр — село Стрелка.

## История
Статус и границы сельского поселения установлены Законом Нижегородской области № 60-З от 15 июня 2004 года «О наделении муниципальных образований — городов, рабочих посёлков и сельсоветов Нижегородской области статусом городского, сельского поселения».

## Население
| 2002 | 2010  | 2012  | 2013  | 2014 | 2015 | 2016 |
| ---- | ----- | ----- | ----- | ---- | ---- | ---- |
| 1065 | ↗1074 | ↘1040 | ↘1013 | ↘992 | ↘987 | ↘982 |
| 2017 | 2018  | 2019  | 2020  |      |      |      |
| ↘973 | ↘962  | ↘948  | ↗966  |      |      |      |

## Состав сельского поселения
| № | Населённый пункт | Тип населённого пункта       | Население |
| - | ---------------- | ---------------------------- | --------- |
| 1 | Борьба           | посёлок                      | →0        |
| 2 | Букалей          | село                         | ↘5        |
| 3 | Орел             | деревня                      | ↘0        |
| 4 | Раздолье         | деревня                      | →0        |
| 5 | Ровный           | посёлок                      | →0        |
| 6 | Стрелка          | село, административный центр | ↗706      |
| 7 | Чувахлей         | деревня                      | ↗10       |
| 8 | Щедровка         | село                         | ↗353      |